# أحمد بن محمد الزكاري
أحمد بن محمد بن عمر بن عبد الهادي الزكاري الفاسي، أبو العباس، المُلقّب بابن الخياط (1252-1343.هـ / 1836-1924. م) ولد وتوفي بمدينة فاس. انشغل بالتفسير والحديث والفرائض.

## مذهبه
يتبع ابن الخيّاط للمذهب المالكي.

## مؤلفاته
ألّف العديد من المؤلّفات منها:
1. جواب لمن يتصدى لقراءة التفسير وليس أهلا له.